# 欧麦尔二世
欧麦尔·本·阿卜杜拉·阿齐兹（阿拉伯语：‎；682年11月2日—720年1月31日），伊斯蘭教第十二代哈里發，阿拉伯帝国伍麦叶王朝第八代哈里发，欧麦尔·本·赫塔卜的外孙，717 - 720年在位。欧麦尔即位前，由于伊拉克总督向异族穆斯林收税，在帝国内引发了强烈的不满。他即位以后即进行改革，规定新穆斯林不用缴纳人头税，纳税土地只可租用不可买卖。这种制度有利于伊斯兰教的扩张，被阿拉伯历史学家成称为“伊斯兰的复兴时代”。然而改革导致财政收入的减少，伍麦叶贵族的利益受到损害，因而没能得到后人的继承。欧麦尔废除了一些冗繁的宗教仪式，而且重视学术，宗教、哲学、文学、天文学、医学在他任内得以长足进展。由于廉政爱民，他被后人尊为圣徒哈里发。